# U★STONE

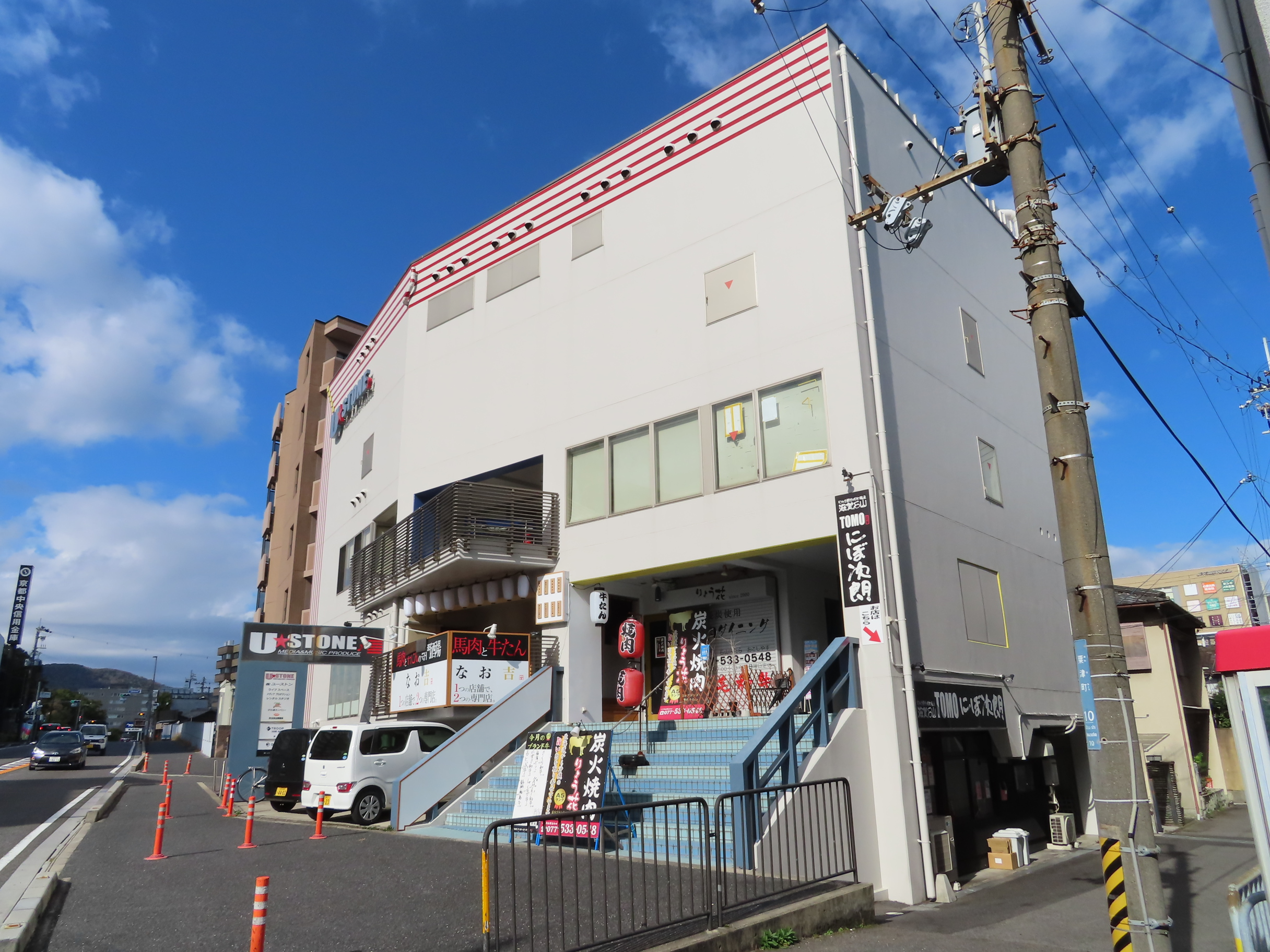
外観（2020年11月）

U★STONE （ユーストン）は、滋賀県大津市粟津町にあるライブハウス。

## 概要
2005年10月2日にオープン。音楽家が歌を披露する他、落語家の桂雀々が落語公演を年に数回している。
- 音魂（おんたま）
  - U★STONEと地元メディア、CDショップが連携してメジャー・インディーズ関係なく、アーティスト『音魂』として1ヶ月間バックアップする。

- 笑卵WAVE
  - 松竹芸能との合同のお笑いイベント。

## ホールレンタル
8時間単位で当ライブハウスを借りることができるが、料金は曜日によって異なる。
キーボードや出演者駐車場（先着2台）など一部は別料金となる。

## 交通アクセス
- JR琵琶湖線（東海道本線）石山駅、京阪石山坂本線京阪石山駅より徒歩1分。